# Wahlkreis Edinburgh East and Musselburgh (Schottisches Parlament)
| Edinburgh East and Musselburgh            |
| ----------------------------------------- |
| Edinburgh East and Musselburgh · Lothians |
| Gebildet                                  |
| 1999                                      |
| Abgeschafft                               |
| 2011                                      |
| Regionen                                  |
| East Lothian Edinburgh                    |

Edinburgh East and Musselburgh war ein Wahlkreis für das Schottische Parlament. Er wurde 1999 als einer von neun Wahlkreisen der Wahlregion Lothians eingeführt. Im Zuge der Revision im Jahre 2011 wurden die Wahlkreise neu zugeschnitten und der Wahlkreis Edinburgh East and Musselburgh abgeschafft. Die Gebiete gingen großteils in den neuen Wahlkreisen Edinburgh Eastern und Midlothian North and Musselburgh auf. Er umfasste östliche und nördliche Gebiete von Edinburgh und die Stadt Musselburgh. Bei Zensuserhebung 2001 lebten insgesamt 75.014 Personen innerhalb seiner Grenzen. Der Wahlkreis entsandte einen Abgeordneten.

## Wahlergebnisse

### Parlamentswahl 1999
| Ergebnisse der Parlamentswahl 1999 | Ergebnisse der Parlamentswahl 1999 | Ergebnisse der Parlamentswahl 1999 | Ergebnisse der Parlamentswahl 1999 |
| Partei                             | Kandidat                           | Stimmen                            | %                                  |
| ---------------------------------- | ---------------------------------- | ---------------------------------- | ---------------------------------- |
| Labour                             | Susan Deacon                       | 17.086                             | 46,2                               |
| SNP                                | Kenny MacAskill                    | 10.372                             | 28,0                               |
| Conservative                       | Jeremey Balfour                    | 4600                               | 12,4                               |
| Liberal Democrats                  | Marjorie Thomas                    | 4100                               | 11,1                               |
| Socialist                          | Derrick White                      | 697                                | 1,9                                |
| Parteilos                          | Michael Heavey                     | 134                                | 0,4                                |

### Parlamentswahl 2003
| Ergebnisse der Parlamentswahl 2003 | Ergebnisse der Parlamentswahl 2003 | Ergebnisse der Parlamentswahl 2003 | Ergebnisse der Parlamentswahl 2003 | Ergebnisse der Parlamentswahl 2003 |
| Partei                             | Kandidat                           | Stimmen                            | %                                  | ±                                  |
| ---------------------------------- | ---------------------------------- | ---------------------------------- | ---------------------------------- | ---------------------------------- |
| Labour                             | Susan Deacon                       | 12.654                             | 43,6                               | −2,6                               |
| SNP                                | Kenny MacAskill                    | 6497                               | 22,4                               | −5,6                               |
| Conservative                       | John Smart                         | 3863                               | 13,3                               | +0,9                               |
| Liberal Democrats                  | Gary Peacock                       | 3582                               | 12,3                               | +1,2                               |
| Socialist                          | Derek Durkin                       | 2447                               | 8,4                                | +6,5                               |
| Wahlbeteiligung: 29.044 (50,33 %)  |                                    |                                    |                                    |                                    |

### Parlamentswahl 2007
| Ergebnisse der Parlamentswahl 2007 | Ergebnisse der Parlamentswahl 2007 | Ergebnisse der Parlamentswahl 2007 | Ergebnisse der Parlamentswahl 2007 | Ergebnisse der Parlamentswahl 2007 |
| Partei                             | Kandidat                           | Stimmen                            | %                                  | ±                                  |
| ---------------------------------- | ---------------------------------- | ---------------------------------- | ---------------------------------- | ---------------------------------- |
| SNP                                | Kenny MacAskill                    | 11.209                             | 37,4                               | +15,0                              |
| Labour                             | Norman Murray                      | 9827                               | 32,8                               | −10,8                              |
| Liberal Democrats                  | Gillian Cole-Hamilton              | 5473                               | 18,3                               | +6,0                               |
| Conservative                       | Christine Wright                   | 3458                               | 11,5                               | −1,8                               |
| Wahlbeteiligung: 29.967 (52,97 %)  |                                    |                                    |                                    |                                    |